# Años 380
Los años 380 o década del 380 empezó el 1 de enero del 380 y terminó el 31 de diciembre del 389.

## Acontecimientos
- San Siricio sucede a San Dámaso I como papa en el año 384
- 384-385: Sentencias a muerte contra Prisciliano y sus seguidores.
- Concilio de Constantinopla I

## Personas destacadas
(384) Aristóteles